# Steve Asheim

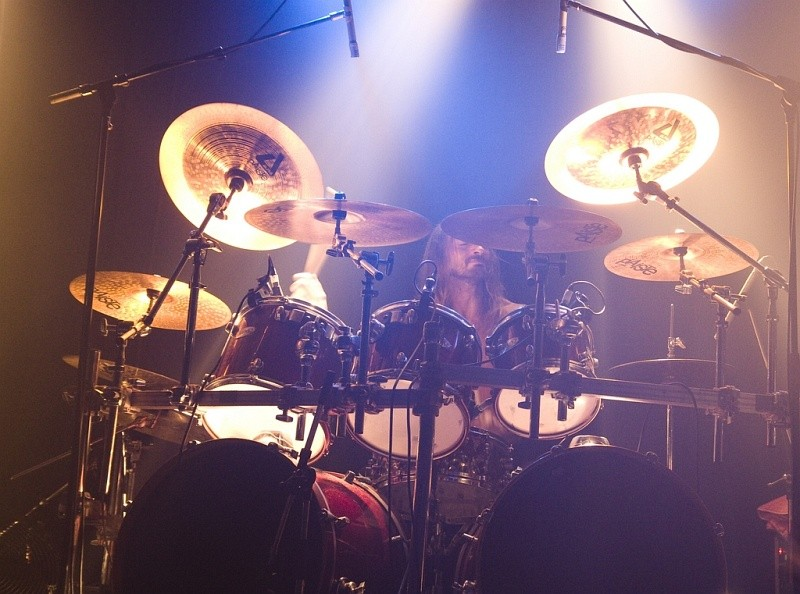
Steve Asheim mit Deicide in Warschau (2009)

Steve Asheim (* 17. Januar 1970 in Florida) ist ein US-amerikanischer Schlagzeuger und Gründungsmitglied der Death-Metal-Bands Deicide und Order of Ennead. Zuvor war er jeweils Mitglied der entsprechenden Vorgängerbands Amon beziehungsweise Council of the Fallen.

## Biografie
Asheim erhielt sein erstes Schlagzeug mit zwölf Jahren und spielte zuerst Lieder von Iron Maiden nach. In der Folge spielte er mit Freunden in lokalen Bands und nahm im Tonstudio eines seiner Musiklehrer eine erste Demoaufnahme auf. Da seine Bandkollegen Mötley Crüe favorisierten, während er die Musik von Slayer und Metallica spielen wollte, trennte sich Asheim von ihnen. Mit fünfzehn Jahren zog er nach Florida und spielte in einer Coverband namens Carnage Lieder von Slayer, Exodus, Celtic Frost and Dark Angel nach. Als er im Alter von sechzehn Jahren zum ersten Mal ein Schlagzeug mit zwei Basstrommeln besaß, orientierte er sich an Schlagzeugern wie Dave Lombardo, Gene Hoglan und Lars Ulrich. Asheim gründete 1987 die Band Amon zusammen mit Glen Benton und den Brüdern Brian und Eric Hoffman. Die Band nahm zwei Demoaufnahmen auf und unterzeichneten einen Vertrag bei dem Plattenlabel Roadrunner Records, was mit der Namensänderung zu Deicide einherging. Asheim war seitdem auf allen Veröffentlichungen von Deicide als Schlagzeuger zu hören. Darüber hinaus ist er seit den Anfangstagen der Band intensiv ins Songwriting involviert und fungierte auf den letzten drei Deicide-Alben als Produzent.
Am 25. Januar 2007 wurde Steve Asheim während einer Deicide-Tour durch Europa beim Versuch festgenommen, Einnahmen aus dem Verkauf von Merchandise-Artikeln seiner Band in einer Innsbrucker Bank einzuzahlen. Ausschlaggebend war dabei neben seinem Auftreten auch die Tatsache, dass in der Gegend kurz zuvor ein Banküberfall stattgefunden hatte und dass viele seiner Geldscheine mit roter Farbe befleckt waren. Asheim erklärte letzteres in einer Befragung durch Polizeibeamte mit einem in seiner Tasche ausgelaufenen roten Stift, worauf er wenige Stunden später wieder auf freien Fuß gesetzt wurde. Am Abend trat die Band wie geplant in Innsbruck auf und setzte dann ihre Europatournee fort.
Im September 2007 trat er der Band Council of the Fallen bei, mit der er drei Lieder für eine Demoaufnahme einspielte. Die Band benannte sich daraufhin in Order of Ennead um und unterschrieb einen Plattenvertrag mit der Plattenfirma Earache Records, wo zu diesem Zeitpunkt auch Deicide unter Vertrag standen. Den Kontakt zum Label stellte hierbei Asheim her. Die Alben Order of Ennead und An Examination of Being erschienen dort in den Jahren 2008 respektive 2010, Asheim spielte für beide zusätzlich zum Schlagzeug auch einige Piano-Passagen ein. Auf dem im Jahr 2008 erschienenen Deicide-Album Till Death Do Us Part war er zusätzlich zu seiner Rolle an Schlagzeug und Piano auch als Gitarrist zu hören.

## Diskografie
Auswahl; nur Studioalben
Mit Deicide
- 1990: Deicide (Roadrunner Records)
- 1992: Legion (Roadrunner Records)
- 1995: Once Upon the Cross (Roadrunner Records)
- 1997: Serpents of the Light (Roadrunner Records)
- 2000: Insineratehymn (Roadrunner Records)
- 2001: In Torment in Hell (Roadrunner Records)
- 2004: Scars of the Crucifix (Earache Records)
- 2006: The Stench of Redemption (Earache Records)
- 2008: Till Death Do Us Part (Earache Records)
- 2011: To Hell with God (Century Media)

Mit Order of Ennead
- 2008: Order of Ennead (Earache Records)
- 2010: An Examination of Being (Earache Records)

## Stil
„what pushed me towards extreme drum playing was all the lame ass pussy drum playing that was going on in the 80's. All the so-called metal really made me pissed that it was even being called metal.“

Er sieht sich dagegen inspiriert von den seiner Meinung nach „echten“ Metal-Bands der 1980er-Jahre wie Metallica, Slayer, Dark Angel, Destruction und Sodom.